# 伊賀の国大山田温泉さるびの
伊賀の国大山田温泉さるびの（いがのくにおおやまだおんせんさるびの）は、三重県伊賀市（開業当時は阿山郡大山田村）が設置した温泉施設である。

## 概要
大山田村（現在の伊賀市）が建設し、1999年（平成11年）4月に開設した。開館当初に大山田温泉福祉公社が設立され、同公社が運営していた。伊賀市合併後は2006年（平成18年）4月より指定管理者制度の導入により委託運営に変更した後、施設売却により2023年（令和5年）4月からワイズコーポレーションが運営している。

## 歴史

### 年表
- 1999年（平成11年）4月：開設。
- 2006年（平成18年）4月：指定管理者制度を導入。大山田温泉福祉公社による委託運営に変更。
- 2021年（令和3年）：伊賀市が施設を売却する方針であることを公表[注 1][2][3]。
- 2022年（令和4年）10月18日：伊賀市が施設売却を公表[4]。
- 2023年（令和5年）
  - 2月1日：施設（※第2駐車場と第3駐車場を除く[5]）の売却先がワイズコーポレーションとなったことを公表[6][7]。
  - 4月1日：施設運営をワイズコーポレーションに変更。

### 名称の由来
「さるびの」は造語であり、松尾芭蕉が書いた詩集の「猿みの集」に、当施設がある「子延（）」という地名があることから、それを少しもじって「さるびの」となった。ちなみに、「そうぞ」は大山田村（現在の伊賀市）の方言で「みんな・おおぜい」と言う意味である。

## 施設
本館とそれに属する各施設から構成される。

### さるびの本館
温泉とレストランなどで構成される2階建ての複合施設である。
温泉
木を用いた浴場の「けさんの湯」と石を用いた浴場の「ささゆりの湯」、源泉かけ流し風呂の「はぎの湯」と「もみじの湯」が設けられている。なお、男女の入れ替えは1日おきに行われる。
温泉を除く施設
- フロント
- 売店 - 地元および近隣の特産品を扱う[10]
- レストラン「くれは」
- マッサージ
- 大広間
- 研修棟
- デイサービス棟

### 本館に属しない施設
運動施設を含む下記の各施設が設けられている。
- パン・こんにゃく工房
- 茶室
- 椚屋（） - 農産物直売所・花屋[10][11]
- テニスコート
- ゲートボール場
- 温泉スタンド[12] - 温泉水持ち帰り用スタンド

## アクセス

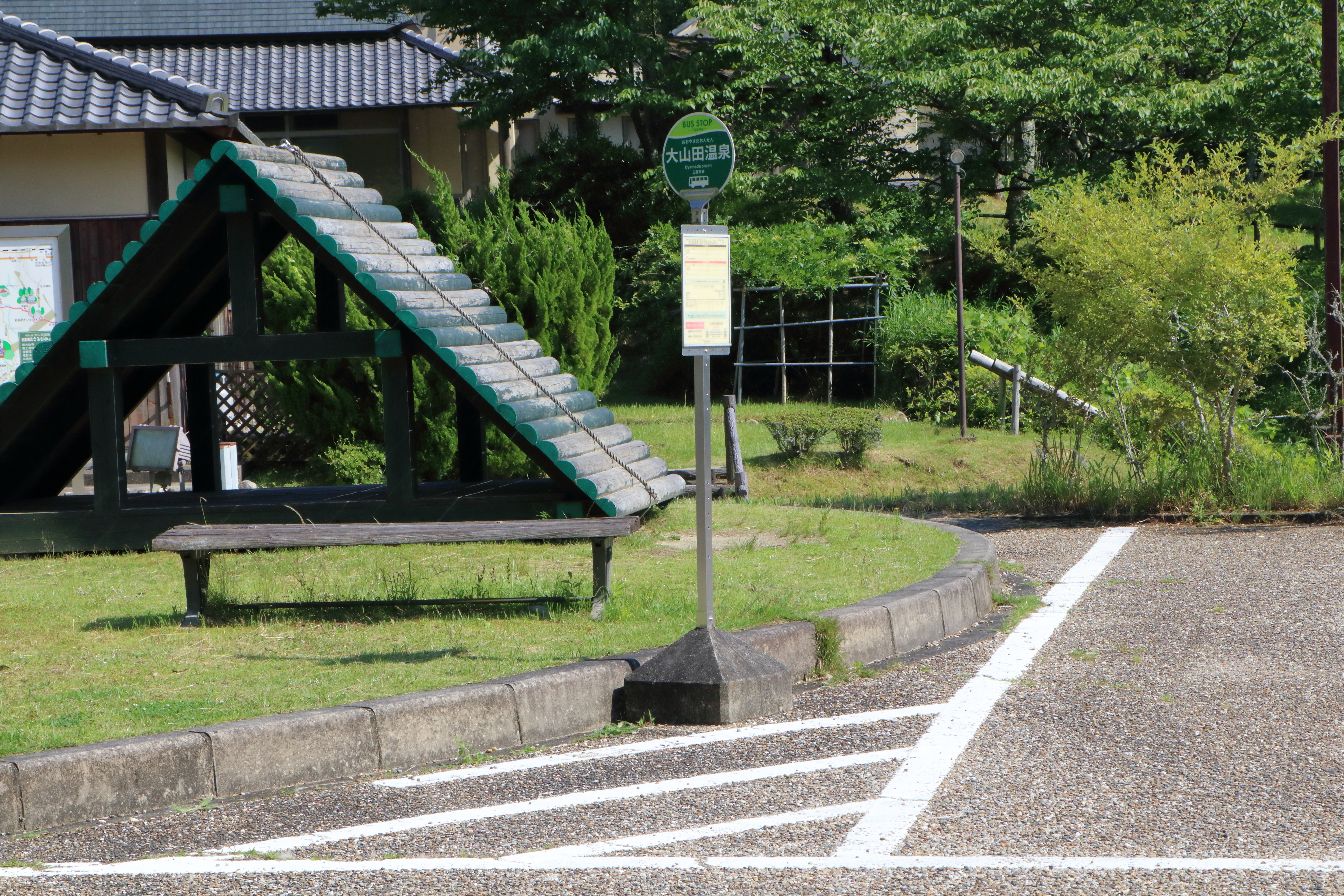
三重交通「大山田温泉」停留所（2023年9月30日をもって廃止）

当施設は三重県道668号関大山田線沿いにある。かつては三重交通による路線バスの運行があり、「大山田温泉」停留所が設けられていたが、同停留所は2023年9月30日をもって廃止した。
公共交通機関
- 伊賀鉄道伊賀線上野市駅ほか各駅からタクシー[1]。

自動車
- 名阪国道南在家IC下車、津市方面へ約20分[1]。
- 名阪国道中瀬IC下車、津市方面へ約30分[1]。  - （駐車場：合計180台（※台数は第1駐車場 - 第3駐車場の合計[1]））

## その他
- 当温泉の温泉水を配合したコスメ（化粧品）の販売を行っている[14][15]。